# Síndrome de la dona blanca desapareguda

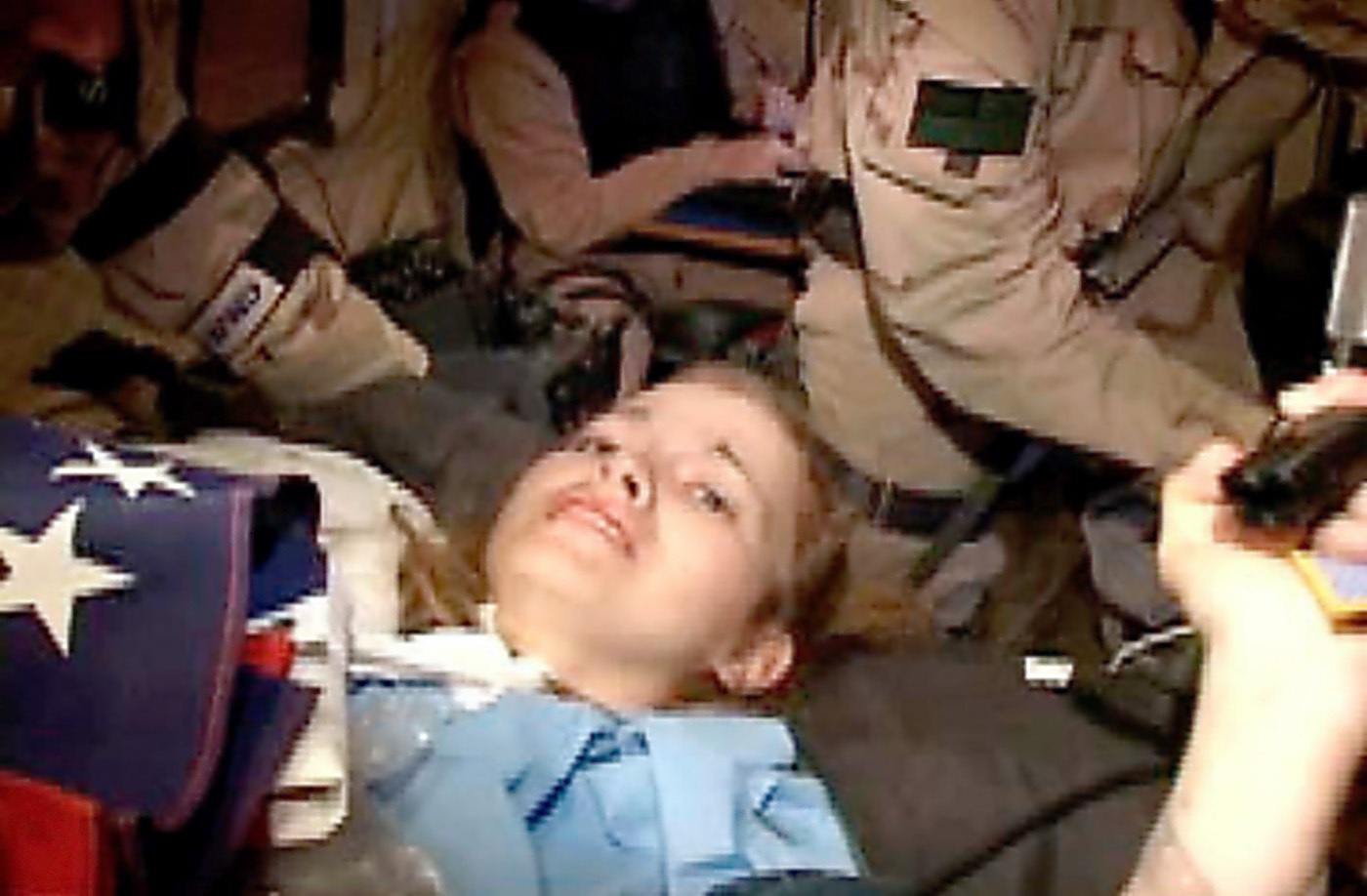
El rescat de Jessica Lynch, dut a terme per l'armada dels Estats units en plena cobertura mediàtica de la Invasió de l'Iraq de 2003 va ser narrada com un xou per rebre l'aplaudiment de la opinió pública amb el tractament anomenat de la Donzella en perill.

La síndrome de la dona blanca desapareguda és un terme que utilitzen científics de les ciències socials i comentaristes dels mitjans de comunicació per referir-se a l'extensa cobertura per part dels mitjans de comunicació, especialment a televisió, de casos de dones joves i blanques de classe mitjana-alta desaparegudes. El terme s'utilitza per descriure la desproporció entre el tractament que els mitjans de comunicació occidentals fan de les desaparicions de dones blanques de classe mitjana alta en relació amb les desaparicions de dones negres, dones de classes socials baixes i homes o nois desapareguts. Tot i que el terme es va encunyar per descriure la cobertura desproporcionada de casos de desapareguts, de vegades també es fa servir per descriure disparitats similars en la cobertura de notícies d'altres delictes violents. S'ha documentat el fenomen als Estats Units, Canadà, Regne Unit i Sud-àfrica.
La periodista Gwen Ifill va originar l'expressió. Charlton McIlwain defineix la síndrome indicant que les dones blanques ocupen "un rol privilegiat com a víctimes de delictes violents en els informatius dels mitjans de comunicació", i conclou que la síndrome de la dona blanca desapareguda funciona com un tipus de jerarquia racial en les imatges culturals d'Occident. Eduardo Bonilla-Silva categoritza el component racial de la síndrome de la dona blanca desapareguda com una forma de gramàtica racial, a través de la qual es normalitza la supremacia blanca mitjançant estàndards implícits o fins i tot invisibles.
La síndrome de la dona blanca desapareguda ha provocat un seguit de polítiques de dretes que porten el nom de dones blanques que van desaparèixer i es van trobar amb lesions. A més de la raça i la classe, factors com el suposat atractiu, la mida del cos i la joventut funcionen com a criteris injustos en la determinació de la notícia en la cobertura de les dones desaparegudes. La cobertura de notícies de dones negres desaparegudes acostuma a centrar-se més en els problemes de la víctima, com ara els seus companys abusadors o un passat amb problemes, mentre que la cobertura de les dones blanques acostuma a centrar-se en el seu paper com a mares o filles.